# فرودگاه بین‌المللی ادیسوسیپتو
فرودگاه بین‌المللی ادیسوسیپتو (به انگلیسی: Adisucipto International Airport) (به زبان بومی: Bandar Udara International Adisucipto) یک فرودگاه همگانی با کد یاتا JOG است که یک باند فرود آسفالت دارد و طول باند آن ۲۲۰۰ متر است. این فرودگاه در شهر یوگیاکارتا کشور اندونزی قرار دارد و در ارتفاع ۱۰۷ متری از سطح دریا واقع شده‌است.